# جولیان آرائوخو
جولیان ویسنته آرائوخو زونیگا (انگلیسی: Julián Vicente Araujo Zúñiga؛ زادهٔ ۱۳ اوت ۲۰۰۱) یک فوتبالیست حرفه‌ای است که در پست دفاع راست برای بارسلونا در لالیگا و تیم ملی فوتبال مکزیک بازی می‌کند.

## سنین جوانی
آرائوخو در لومپوک، کالیفرنیا متولد شد و اصالت مکزیکی دارد. او در دبیرستان لومپوک تحصیل کرد.  

## حرفه باشگاهی

### لس آنجلس گلکسی II
آرائوخو اولین بازی حرفه‌ای خود را در تساوی ۲-۲ با باشگاه فوتبال سیاتل ۲ در ۴ اکتبر ۲۰۱۸ انجام داد و به عنوان تعویض در دقیقه ۸۸ به جای نیت شولتز وارد زمین شد.

### لس آنجلس گلکسی
در ۱ مارس ۲۰۱۹، لس آنجلس گلکسی پس از معامله ۵۰٬۰۰۰ دلار از تخصیص هدفمند پول به کلرادو رپیدز، آرائوخو را خریداری کرد تا اولین جایگاه در دستور معافیت‌ها را به دست آورد.
آرائوخو در مجموع ۱۰۸ بازی با لس آنجلس گلکسی انجام داد و یک بار در فصل عادی و بار دیگر در پلی آف گلزنی کرد. او از سال ۲۰۱۹ به یک بازیکن ثابت تبدیل شد و سال های ۲۰۲۱ و ۲۰۲۲ را به عنوان مدافع سال تیم به پایان رساند.

### بارسلونا
در ۱ فوریه ۲۰۲۳، باشگاه فوتبال بارسلونا  و لس آنجلس گلکسی بر سر انتقال آرائوخو به توافق رسیدند. پس از اینکه فیفا این انتقال را رد کرد و معامله در هاله‌ای از ابهام قرار گرفت، اما دادگاه حکمیت ورزش نظر فیفا را رد کرد. در نهایت در ۱۷ فوریه، آرائوخو به بارسلونا منتقل شد.

## حرفه بین‌المللی

### ایالات متحده
آرائوخو واجد شرایط بازی برای ایالات متحده یا مکزیک بود.
پس از مصدومیت آیو آکینولا ، آرائوخو به جام جهانی فوتبال زیر ۲۰ سال ۲۰۱۹ به عنوان نماینده تیم ملی فوتبال زیر ۲۰ سال ایالات متحده آمریکا معرفی شد.
آرائوخو توسط گرگ برهالتر برای اردوی ژانویه ۲۰۲۰ به تیم ملی فوتبال ایالات متحده دعوت شد، اما در بازی رسمی حضور نداشت. او دوباره در دسامبر ۲۰۲۰ برای بازی مقابل تیم ملی فوتبال السالوادور دعوت شد، که در آن اولین بازی خود را در سطح بزرگسالان انجام داد. آرائوخو به فهرست نهایی ۲۰ بازیکن زیر ۲۳ سال ایالات متحده برای مسابقات قهرمانی انتخابی المپیک مردان کونکاکاف ۲۰۲۰ در مارس ۲۰۲۱ معرفی شد.
در ۱۸ ژوئن ۲۰۲۱، آرائوخو در فهرست اولیه ۵۹ بازیکن تیم ملی فوتبال ایالات متحده برای جام جام طلایی کونکاکاف ۲۰۲۱ قرار گرفت اما در فهرست نهایی در ۱ ژوئیه ۲۰۲۱ کنار گذاشته شد. برهالتر به تابعیت مضاعف آرائوخو اشاره کرد و او احساس نمی‌کرد که آماده بازی در تیم ملی فوتبال ایالات متحده نیست. 

### مکزیک
در ۱۳ اوت ۲۰۲۱، رسانه‌های ورزشی در مکزیک گزارش دادند که خود آرائوخو برای پیوستن به تیم ملی فوتبال مکزیک یک بار تغییر را به فیفا ارائه کرده است. از ۴ اکتبر ۲۰۲۱ فیفا رسماً پرونده آرائوخو را تأیید کرد.
در ۲۷ نوامبر ۲۰۲۱، آرائوخو در فراخوان تیم ملی فوتبال مکزیک توسط خراردو مارتینو برای یک بازی دوستانه مقابل تیم ملی فوتبال شیلی قرار گرفت که قرار شد در ۸ دسامبر برگزار شود. در تساوی ۲-۲ مکزیک، او در ۹۰ دقیقه کامل بازی کرد. آرائوخو در اولین بازی خود به سومین بازیکن تاریخ رقابت مکزیک و ایالات متحده تبدیل شد که در هر دو تیم ملی در کنار مارتین واسکز و ادگارد کاستیلو حضور داشت.

## افتخارات
زیر ۲۰ سال ایالات متحده
- قهرمانی زیر ۲۰ سال کونکاکاف: ۲۰۱۸

فردی
- مسابقه ستارگان لیگ برتر فوتبال: ۲۰۲۱،[۲۱] ۲۰۲۲[۲۲]